# António Gedeão
António Gedeão (rojen kot Rómulo Vasco da Gama de Carvalho), GCSE, GOIP, portugalski pesnik, pisatelj, kemik, pedagog in dramatik, * 24. november 1906, Lizbona, Portugalska, † 19. februar 1997, Lizbona.